# سيريل ندايروكيري
سيريل ندايروكيري (8 يوليو 1954 - 25 أبريل 2021) سياسي بوروندي ولواء في الجيش. شغل منصب وزير الدفاع الوطني في بوروندي من عام 2000 إلى عام 2002. وكان أيضًا أحد المناضلين الرئيسيين المناهضين للحكومة في محاولة الانقلاب عام 2015.